# Новосёловка (Тростянецкий район)
Новосёловка (укр. Новоселівка) — село,
Белковский сельский совет,
Тростянецкий район,
Сумская область,
Украина.
Код КОАТУУ — 5925080405. Население по переписи 2001 года составляло 69 человек .

## Географическое положение
Село Новосёловка находится на берегу реки Белая,
выше по течению на расстоянии в 1,5 км расположены сёла Буймер и Скряговка,
ниже по течению на расстоянии в 1,5 км расположено село Белка.
На реке небольшая запруда.